# Homeland, Kalifornien
Homeland är en ort (CDP) i Riverside County, i delstaten Kalifornien, USA. Enligt United States Census Bureau har orten en folkmängd på 5 969 invånare (2010) och en landarea på 11,1 km².